# 環の直積
数学において、いくつかの環を1つの大きい直積環（ちょくせきかん）、積環 (せきかん、英: product ring) に合併することができる。これは次のようにされる： I がある添え字集合で Ri が I のすべての i に対して環であれば、カルテジアン積 Πi ∈ I Ri は演算を 成分ごとの演算として定義することによって環にできる。
得られる環は環 Ri の直積 (英: direct product) と呼ばれる。有限個の環の直積は環の直和 (direct sum) と一致する。

## 例
重要な例は整数の n を法とした環 Z/nZ である。n が素数のベキの積
{\displaystyle n=p_{1}^{n_{1}}\ p_{2}^{n_{2}}\ \cdots \ p_{k}^{n_{k}}}
ただし pi は相異なる素数、として書かれていれば（算術の基本定理を見よ）、Z/nZ は自然に直積環
{\displaystyle \mathbf {Z} /p_{1}^{n_{1}}\mathbf {Z} \ \times \ \mathbf {Z} /p_{2}^{n_{2}}\mathbf {Z} \ \times \ \cdots \ \times \ \mathbf {Z} /p_{k}^{n_{k}}\mathbf {Z} }
と同型である。これは中国剰余定理から従う。

## 性質
R = Πi ∈ I Ri が環の積であれば、すべての i ∈ I に対して、i 番目の座標に積を射影する全射環準同型 pi: R → Ri がある。射影 pi とともに積 R は、以下の普遍性をもっている：
S が任意の環で fi: S → Ri がすべての i ∈ I に対して環準同型であれば、ちょうど1つの環準同型 f: S → R が存在してすべての i ∈ I に対して pi ∘ f = fi である。
これは環の積が圏論の意味での積の例であることを示している。しかしながら、I が有限のときには環の直和とも呼ばれるにもかかわらず、環の直積は圏論の意味で余積ではない。とくに、I が1つより多くの元をもっていれば、包含写像 Ri → R は環準同型ではない、なぜならばそれは Ri の単位元を R の単位元に写さないからだ。
各 i ∈ I に対して Ai が Ri のイデアルであれば、A = Πi ∈ I Ai は R のイデアルである。I が有限であれば、逆が正しい、すなわち R のすべてのイデアルはこの形である。しかしながら、I が無限で環 Ri が 0 でなければ、逆は間違いである。有限個を除いてすべてが 0 でない座標の元全体の集合は Ri たちのイデアルの直積ではないイデアルをなす。Ai の1つを除くすべてが Ri に等しく残りの Ai が Ri の素イデアルであれば、イデアル A は R の素イデアルである。しかしながら、I が無限のとき逆は正しくない。例えば、Ri の直和はどんなそのような A にも含まれないイデアルをなすが、選択公理によって、a fortiori に素イデアルである極大イデアルに含まれる。
R の元 x が単元であることとその 成分 のすべてが単元であることは同値である、すなわち pi(x) がすべての i ∈ I に対して Ri の単元であることは同値である。R の単元群は Ri の単元群の直積である。
1 つよりも多い 0 でない環の積は常に零因子をもつ： x が pi(x) を除いて座標がすべて 0 の積の元で y が pi(x) を除いて座標がすべて 0 の積の元 (i ≠ j) であれば、積環において xy = 0 である。